# Рингголд (окръг, Айова)
Окръг Рингголд (на английски: Ringgold County) е окръг в щата Айова, Съединени американски щати. Площта му е 1396 km², а населението - 5469 души (2000). Административен център е град Маунт Еър.